# Spichlerz w Stargardzie

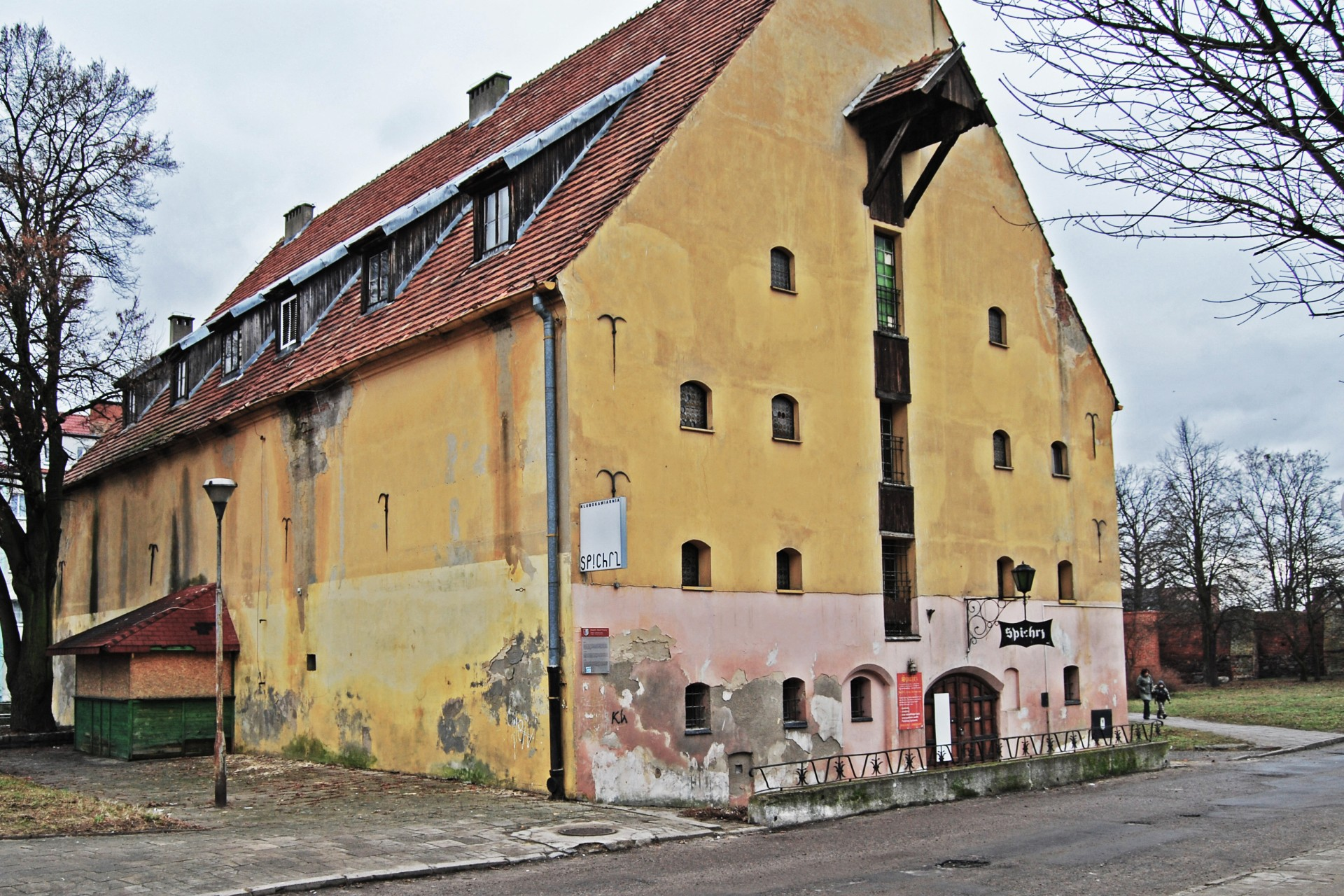
Spichlerz w Stargardzie

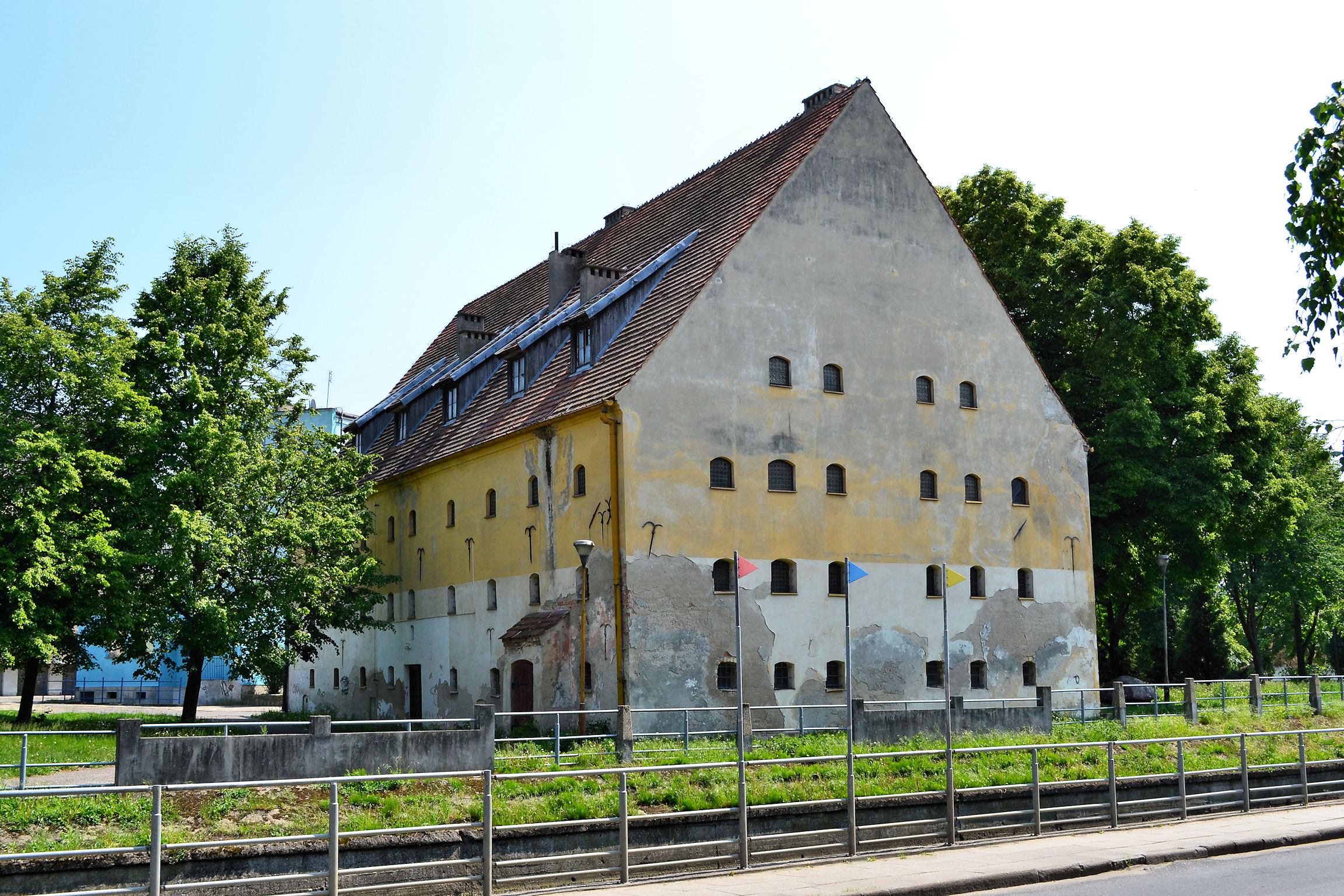
Spichlerz w Stargardzie

Spichlerz w Stargardzie został zbudowany w Stargardzie w 1685 roku z cegły nad Młynówką, jest najstarszym tego typu zabytkiem spośród 4 istniejących na Pomorzu Zachodnim.
Spichlerz został zaprojektowany na planie prostokąta o wymiarach 15 x 28 m jako jednokondygnacyjna budowla, obecnie jest trzypiętrowy, przykryty dwuspadowym dachem. Skupowane w średniowieczu zboże z ziemi stargardzkiej i pyrzyckiej było transportowane Iną oraz lądem. Do rozładunku służyło urządzenie wyciągowe, zainstalowane w szczycie spichlerza od strony wschodniej, a oprócz tego do zsypywania ziarna wykorzystywano otwory w elewacjach bocznych i w szczycie od strony rzeki. Zboże było transportowane dalej rzeką do Inoujścia.
W XVIII wieku w spichlerzu mieściła się faktoria solna, która pośredniczyła w handlu z Wielkopolską, a w wieku XIX ponownie składowano w nim zboże. 
Spichlerz jako obiekt gospodarczy nie posiada dekoracji. 
W 1945 roku w czasie bombardowań spichlerz został spalony. Odbudowano go w latach 1975–1980, a wnętrza przystosowano na potrzeby lokalu gastronomicznego.
 Budynek wpisany jest do rejestru zabytków pod nr rej.: A-1476 z 18.11.1959